# Ungarische Eishockeyliga 1954/55
Die Saison 1954/55 war die 18. Spielzeit der ungarischen Eishockeyliga, der höchsten ungarischen Eishockeyspielklasse. Meister wurde zum insgesamt zweiten Mal in der Vereinsgeschichte Kinizsi SE Budapest.

## Modus
In der Hauptrunde absolvierte jede der sechs Mannschaften insgesamt zehn Spiele. Der Erstplatzierte der Hauptrunde wurde Meister. Für einen Sieg erhielt jede Mannschaft zwei Punkte, bei einem Unentschieden gab es einen Punkt und bei einer Niederlage null Punkte.

## Hauptrunde
|    | Klub                  | Sp | S | U | N  | Tore  | Punkte |
| -- | --------------------- | -- | - | - | -- | ----- | ------ |
| 1. | Kinizsi SE Budapest   | 10 | 6 | 3 | 1  | 60:25 | 15     |
| 2. | Postás Budapest       | 10 | 7 | 1 | 2  | 68:21 | 15     |
| 3. | Vörös Meteor Budapest | 10 | 6 | 2 | 2  | 66:21 | 14     |
| 4. | Építõk Budapest       | 10 | 5 | 2 | 3  | 35:24 | 12     |
| 5. | Szikra Budapest       | 10 | 2 | 0 | 8  | 27:53 | 4      |
| 6. | Gyõri Vasas           | 10 | 0 | 0 | 10 | 4:116 | 0      |

Sp = Spiele, S = Siege, U = Unentschieden, N = Niederlagen

### Entscheidungsspiel um den ersten Platz
- Kinizsi SE Budapest – Postás Budapest 4:2